# Torneo Clausura 2006 Primera División 'A'
El Torneo Clausura 2006 representó la segunda vuelta del ciclo futbolístico 2005-2006 en la Primera División A de México, fue el vigésimo torneo corto y parte de la decimoctava temporada de la división de ascenso del país. Se celebró entre los meses de enero y mayo de 2006. 
El Querétaro se proclamó campeón de la competición al derrotar a Indios de Ciudad Juárez en penales tras empatar por 3-3 en el marcador global, de esta forma el conjunto queretano se aseguró jugar la final de ascenso contra Puebla, campeón del Apertura 2005, finalmente los Gallos Blancos ascenderían a la Primera División. Por otro lado, los conjuntos de Cruz Azul Oaxaca, Correcaminos de la UAT, Rayados A, Salamanca, León y Chivas Coras tuvieron una actuación destacada que les permitió llegar a la fase de la liguilla. Mientras que en el lado contrario, los conjuntos de Tijuana e Irapuato descenderían a la Segunda División al finalizar la temporada. Además se debe destacar la actuación del Puebla, equipo campeón del torneo anterior, que terminó en último lugar de la tabla general en el Clausura 2006.
En esta edición se registró además el regreso a las competiciones del Zacatepec, conjunto que ocupó el lugar de Águilas de la Riviera Maya, equipo que se vio obligado a cambiar de sede como consecuencia de los daños provocados por el Huracán Wilma, motivo que llevó a la directiva del América a resucitar a los Cañeros para que fuera su filial aprovechando que durante el Apertura 2005, las entonces Águilas jugaron sus últimos partidos en los estadios Azteca y Agustín Coruco Díaz. Además, Lobos BUAP tuvo que trasladar su sede como local al Estadio Cuauhtémoc debido a que la Liga rechazó al Olímpico de la BUAP por considerar que no tenía las condiciones necesarias para el fútbol profesional al no estar concluido en su construcción, y tener una capacidad inferior a 20,000 espectadores, requisito necesario para ascender al máximo circuito.

## Sistema de competición
Los 20 equipos participantes se dividieron en 4 grupos de 5 equipos, juegan todos contra todos a una sola ronda, por lo que cada equipo jugó 19 partidos; al finalizar la temporada regular de 19 jornadas califican a la liguilla los 2 primeros lugares de cada grupo, y los 4 mejores ubicados en la tabla general califican al repechaje de donde salen los últimos 2 equipos para la Eliminación directa.
- Fase de calificación: es la fase regular de clasificación que se integra por las 19 jornadas del torneo de aquí salen los mejores 8 equipos para la siguiente fase.

- Fase final: se sacarán o calificarán los mejores 8 de la tabla general y se organizarán los cuartos de final con el siguiente orden: 1º vs 8º, 2º vs 7º, 3º vs 6º y 4º vs 5º, siguiendo así con semifinales, y por último la final, todos los partidos de la fase final serán de ida y vuelta.

### Fase de calificación
En la fase de calificación participaron 20 clubes de la Primera División A profesional jugando todos contra todos durante las 19 jornadas respectivas, a un solo partido. 
Se observará el sistema de puntos. La ubicación en la tabla general está sujeta a lo siguiente:
- Por juego ganado se obtendrán tres puntos.
- Por juego empatado se obtendrá un punto.
- Por juego perdido no se otorgan puntos.

El orden de los clubes al final de la Fase de Calificación del Torneo corresponderá a la suma de los puntos obtenidos por cada uno de ellos y se presentará en forma descendente. Si al finalizar las 17 jornadas del Torneo, dos o más clubes estuviesen empatados en puntos, su posición en la Tabla general será determinada atendiendo a los siguientes criterios de desempate:
1. Mejor diferencia entre los goles anotados y recibidos.
2. Mayor número de goles anotados.
3. Marcadores particulares entre los clubes empatados.
4. Mayor número de goles anotados como visitante.
5. Mejor ubicación en la Tabla general de cocientes.
6. Tabla Fair Play.
7. Sorteo.

Participan por el título de Campeón de la Primera División 'A' en el Torneo Clausura 2006, automáticamente los primeros 4 lugares de cada grupo sin importar su ubicación en la tabla general calificaran, más los segundos mejores 4 lugares de cada grupo, si algún segundo lugar se ubicara bajo los primeros 8 lugares de la tabla general accederá a una fase de reclasificación contra un tercer o cuarto lugar ubicado entre los primeros ocho lugares de la tabla general. Tras la fase de reclasificación los equipos clasificados a cuartos de final por el título serán 8; estos se ordenarán según su posición general en la tabla, si alguno más bajo eliminara a uno más alto, los equipos se recorrerán según su lugar obtenido.

### Fase final
- Calificarán los mejores ocho equipos de la tabla general jugando Cuartos de final en el siguiente orden de enfrentamiento, que será el mejor contra el peor equipo

clasificado:
- 1° vs 8°
- 2° vs 7°
- 3° vs 6°
- 4° vs 5°

- En semifinales participarán los cuatro clubes vencedores de cuartos de final, reubicándolos del uno al cuatro, de acuerdo a su mejor posición en la Tabla general de clasificación al término de la jornada 19, enfrentándose 1° vs 4° y 2° vs 3°.

- Disputarán el título de campeón del Torneo Clausura 2006 los dos Clubes vencedores de la fase semifinal.

Todos los partidos de esta fase serán en formato de ida y vuelta, eligiendo siempre el club que haya quedado mejor ubicado en la Tabla general de clasificación el horario de su partido como local.
En este torneo el club que ganara el título obtiene su derecho de ser necesario el juego de ascenso a Primera División Profesional; para que tal juego se pueda efectuar deberá haber un ganador distinto en el Torneo Apertura 2005, en caso de que el campeón vigente lograra ganar dicho campeonato, ascenderá automáticamente sin necesidad de jugar esta serie.

## Equipos participantes
| Entidad Federativa | N.º | Equipos                       |
| ------------------ | --- | ----------------------------- |
| Guanajuato         | 3   | Salamanca, León e Irapuato    |
| Tamaulipas         | 2   | Correcaminos y Tampico Madero |
| Puebla             | 2   | Lobos BUAP y Puebla           |
| Estado de México   | 1   | Atlético Mexiquense           |
| Veracruz           | 1   | Coatzacoalcos                 |
| Nayarit            | 1   | Chivas Coras                  |
| Durango            | 1   | Alacranes de Durango          |
| Chihuahua          | 1   | Indios de Ciudad Juárez       |
| Oaxaca             | 1   | Cruz Azul Oaxaca              |
| Baja California    | 1   | Tijuana                       |
| Tabasco            | 1   | Tabasco                       |
| Nuevo León         | 1   | Rayados A                     |
| Sonora             | 1   | Coyotes de Sonora             |
| Querétaro          | 1   | Querétaro                     |
| Sinaloa            | 1   | Tigres Mochis                 |
| Morelos            | 1   | Zacatepec                     |

### Información sobre los equipos participantes
| Equipo               | Ciudad                              | Estadio                  | Capacidad |
| -------------------- | ----------------------------------- | ------------------------ | --------- |
| Alacranes de Durango | Durango, Durango                    | Francisco Zarco          | 15,000    |
| Atlético Mexiquense  | Ixtapan de la Sal, Estado de México | Ixtapan 90               | 2,500     |
| Chivas Coras         | Tepic, Nayarit                      | Nicolás Álvarez Ortega   | 7,000     |
| Coatzacoalcos        | Coatzacoalcos, Veracruz             | Rafael Hernández Ochoa   | 4,800     |
| Correcaminos         | Ciudad Victoria, Tamaulipas         | Marte R. Gómez           | 19,000    |
| Coyotes Sonora       | Hermosillo, Sonora                  | Héroe de Nacozari        | 22,000    |
| Cruz Azul Oaxaca     | Oaxaca, Oaxaca                      | Benito Juárez            | 15,000    |
| Indios               | Ciudad Juárez, Chihuahua            | Olímpico Benito Juárez   | 22,000    |
| Irapuato             | Irapuato, Guanajuato                | Sergio León Chávez       | 28,500    |
| León                 | León, Guanajuato                    | León                     | 30,000    |
| Lobos BUAP           | Puebla, Puebla                      | Cuauhtémoc               | 42,600    |
| Puebla               | Puebla, Puebla                      | Cuauhtémoc               | 42,600    |
| Querétaro            | Santiago de Querétaro, Querétaro    | Corregidora              | 35,000    |
| Rayados A            | Monterrey, Nuevo León               | El Barrial               | 1,000     |
| Salamanca            | Salamanca, Guanajuato               | Olímpico Sección 24      | 10,000    |
| Tabasco              | Villahermosa, Tabasco               | Olímpico de Villahermosa | 12,000    |
| Tampico Madero       | Tampico - Madero, Tamaulipas        | Tamaulipas               | 20,000    |
| Tigres Mochis        | Los Mochis, Sinaloa                 | Centenario LM            | 7,000     |
| Tijuana              | Tijuana, Baja California            | Unidad Deportiva CREA    | 10,000    |
| Zacatepec            | Zacatepec, Morelos                  | Agustín Coruco Díaz      | 17,000    |

## Torneo Regular
| Coyotes Sonora      | 0-2 | Correcaminos  | Héroe de Nacozari      | 6 de enero  | 20:30L-21:30C |
| Querétaro           | 0-0 | Durango       | Corregidora            | 7 de enero  | 15:30         |
| Cruz Azul Oaxaca    | 4-2 | Tigres Mochis | Benito Juárez          | 7 de enero  | 16:00         |
| Tampico Madero      | 2-0 | Rayados A     | Tamaulipas             | 7 de enero  | 21:00         |
| Puebla              | 1-1 | Lobos BUAP    | Cuauhtémoc             | 8 de enero  | 12:00         |
| Indios              | 0-1 | Irapuato      | Olímpico Benito Juárez | 8 de enero  | 13:00L-14:00C |
| Tijuana             | 0-1 | Tabasco       | Unidad Deportiva CREA  | 8 de enero  | 13:00L-15:00C |
| Atlético Mexiquense | 1-2 | Chivas Coras  | Ixtapan 90             | 8 de enero  | 15:00         |
| Salamanca           | 3-2 | Coatzacoalcos | Olímpico Sección 24    | 8 de enero  | 16:00         |
| Zacatepec           | 2-2 | León          | Agustín Coruco Díaz    | 25 de enero | 15:00         |

| Coatzacoalcos | 0-2 | Querétaro           | Rafael Hernández Ochoa   | 14 de enero | 16:00         |       |
| Irapuato      | 2-1 | Cruz Azul Oaxaca    | Sergio León Chávez       | 14 de enero | 19:00         |       |
| Tabasco       | 0-1 | Tampico Madero      | Olímpico de Villahermosa | 14 de enero | 19:00         |       |
| Tigres Mochis | 2-1 | Atlético Mexiquense | Centenario LM            | 14 de enero | 20:00L-21:00C |       |
| Durango       | 2-2 | Zacatepec           | Francisco Zarco          | 14 de enero | 20:00         |       |
| Chivas Coras  | 0-0 | Coyotes Sonora      | Nicolás Álvarez Ortega   | 14 de enero | 20:30L-21:30C |       |
| Rayados A     | 0-1 | Salamanca           | El Barrial               | 15 de enero | 11:30         |       |
| León          | 2-1 | Indios              | León                     | 15 de enero | 12:00         |       |
| Tijuana       | 2-1 | Lobos BUAP          | Unidad Deportiva CREA    | 15 de enero | 13:00L-15:00C |       |
| Correcaminos  | 2-0 | Puebla              | Marte R. Gómez           | 15 de enero | 15 de febrero | 20:00 |

| Zacatepec           | 1-0 | Coatzacoalcos  | Agustín Coruco Díaz    | 21 de enero | 15:00         |
| Querétaro           | 1-0 | Rayados A      | Corregidora            | 21 de enero | 15:30         |
| Cruz Azul Oaxaca    | 2-1 | León           | Benito Juárez          | 21 de enero | 16:00         |
| Tigres Mochis       | 2-0 | Chivas Coras   | Centenario LM          | 21 de enero | 20:00L-21:00C |
| Tampico Madero      | 2-3 | Lobos BUAP     | Tamaulipas             | 21 de enero | 21:00         |
| Puebla              | 1-0 | Coyotes Sonora | Cuauhtémoc             | 22 de enero | 12:00         |
| Indios              | 2-0 | Durango        | Olímpico Benito Juárez | 22 de enero | 13:00L-14:00C |
| Tijuana             | 3-1 | Correcaminos   | Unidad Deportiva CREA  | 22 de enero | 13:00L-15:00C |
| Atlético Mexiquense | 3-0 | Irapuato       | Ixtapan 90             | 22 de enero | 15:00         |
| Salamanca           | 3-1 | Tabasco        | Olímpico Sección 24    | 22 de enero | 16:00         |

| Coyotes Sonora | 2-0 | Tijuana             | Héroe de Nacozari        | 27 de enero | 20:30L-21:30C |
| Durango        | 2-1 | Cruz Azul Oaxaca    | Francisco Zarco          | 28 de enero | 13:00         |
| Irapuato       | 1-1 | Tigres Mochis       | Sergio León Chávez       | 28 de enero | 19:00         |
| Tabasco        | 1-2 | Querétaro           | Olímpico de Villahermosa | 28 de enero | 19:00         |
| Correcaminos   | 1-0 | Tampico Madero      | Marte R. Gómez           | 28 de enero | 20:00         |
| Coatzacoalcos  | 1-0 | Indios              | Rafael Hernández Ochoa   | 28 de enero | 20:00         |
| Rayados A      | 2-1 | Zacatepec           | El Barrial               | 29 de enero | 11:30         |
| Lobos BUAP     | 2-1 | Salamanca           | Cuauhtémoc               | 29 de enero | 12:00         |
| León           | 1-0 | Atlético Mexiquense | León                     | 29 de enero | 12:00         |
| Chivas Coras   | 0-1 | Puebla              | Nicolás Álvarez Ortega   | 29 de enero | 16:00L-17:0C  |

| Atlético Mexiquense | 3-0 | Durango        | Ixtapan 90             | 1 de febrero | 15:00         |
| Zacatepec           | 1-0 | Tabasco        | Agustín Coruco Díaz    | 1 de febrero | 15:00         |
| Salamanca           | 0-0 | Correcaminos   | Olímpico Sección 24    | 1 de febrero | 16:00         |
| Querétaro           | 2-0 | Lobos BUAP     | Corregidora            | 1 de febrero | 20:00         |
| Irapuato            | 0-0 | Chivas Coras   | Sergio León Chávez     | 1 de febrero | 20:00         |
| Tigres Mochis       | 2-1 | León           | Centenario LM          | 1 de febrero | 20:00L-21:00C |
| Indios              | 4-0 | Rayados A      | Olímpico Benito Juárez | 1 de febrero | 20:00L-21:00C |
| Tampico Madero      | 2-2 | Coyotes Sonora | Tamaulipas             | 1 de febrero | 21:00         |
| Tijuana             | 1-0 | Puebla         | Unidad Deportiva CREA  | 2 de febrero | 13:00         |
| Cruz Azul Oaxaca    | 2-0 | Coatzacoalcos  | Benito Juárez          | 2 de febrero | 16:00         |

| Lobos BUAP     | 1-0 | Zacatepec           | Cuauhtémoc               | 4 de febrero | 13:00         |
| Coyotes Sonora | 0-1 | Salamanca           | Héroe de Nacozari        | 4 de febrero | 17:00L-18:00C |
| Tabasco        | 2-4 | Indios              | Olímpico de Villahermosa | 4 de febrero | 19:00         |
| Correcaminos   | 1-1 | Querétaro           | Marte R. Gómez           | 4 de febrero | 20:00         |
| Durango        | 1-0 | Tigres Mochis       | Francisco Zarco          | 4 de febrero | 20:00         |
| Rayados A      | 0-0 | Cruz Azul Oaxaca    | El Barrial               | 5 de febrero | 11:30         |
| León           | 1-0 | Irapuato            | León                     | 5 de febrero | 12:00         |
| Puebla         | 1-4 | Tampico Madero      | Cuauhtémoc               | 5 de febrero | 12:00         |
| Coatzacoalcos  | 2-0 | Atlético Mexiquense | Rafael Hernández Ochoa   | 5 de febrero | 12:00         |
| Chivas Coras   | 3-0 | Tijuana             | Nicolás Álvarez Ortega   | 5 de febrero | 16:00L-17:00C |

| Zacatepec           | 2-1 | Correcaminos   | Agustín Coruco Díaz    | 11 de febrero | 15:00         |
| Querétaro           | 2-3 | Coyotes Sonora | Corregidora            | 11 de febrero | 15:30         |
| Cruz Azul Oaxaca    | 0-1 | Tabasco        | Benito Juárez          | 11 de febrero | 16:00         |
| Irapuato            | 1-1 | Durango        | Sergio León Chávez     | 11 de febrero | 19:00         |
| Tigres Mochis       | 2-2 | Coatzacoalcos  | Centenario LM          | 11 de febrero | 20:00L-21:00C |
| Tampico Madero      | 4-1 | Tijuana        | Tamaulipas             | 11 de febrero | 21:00         |
| León                | 0-1 | Chivas Coras   | León                   | 12 de febrero | 12:00         |
| Indios              | 5-2 | Lobos BUAP     | Olímpico Benito Juárez | 12 de febrero | 13:00L-14:00C |
| Atlético Mexiquense | 3-0 | Rayados A      | Ixtapan 90             | 12 de febrero | 15:00         |
| Salamanca           | 1-0 | Puebla         | Olímpico Sección 24    | 12 de febrero | 16:00         |

| Coyotes Sonora | 2-2 | Zacatepec           | Héroe de Nacozari        | 17 de febrero | 20:30L-21:30C |
| Lobos BUAP     | 2-2 | Cruz Azul Oaxaca    | Cuauhtémoc               | 18 de febrero | 13:00         |
| Tabasco        | 4-0 | Atlético Mexiquense | Olímpico de Villahermosa | 18 de febrero | 15:00         |
| Correcaminos   | 3-1 | Indios              | Marte R. Gómez           | 18 de febrero | 20:00         |
| Coatzacoalcos  | 2-1 | Irapuato            | Rafael Hernández Ochoa   | 18 de febrero | 20:00         |
| Durango        | 0-0 | León                | Francisco Zarco          | 18 de febrero | 20:00         |
| Rayados A      | 1-1 | Tigres Mochis       | El Barrial               | 19 de febrero | 11:30         |
| Puebla         | 2-1 | Querétaro           | Cuauhtémoc               | 19 de febrero | 12:00         |
| Tijuana        | 1-1 | Salamanca           | Unidad Deportiva CREA    | 19 de febrero | 13:00L-15:00C |
| Chivas Coras   | 1-0 | Tampico Madero      | Nicolás Álvarez Ortega   | 19 de febrero | 16:00L-17:00C |

| Querétaro           | 3-2 | Tijuana        | Corregidora            | 24 de febrero | 20:00         |
| Durango             | 2-3 | Chivas Coras   | Francisco Zarco        | 25 de febrero | 13:00         |
| Zacatepec           | 2-0 | Puebla         | Agustín Coruco Díaz    | 25 de febrero | 16:00         |
| Cruz Azul Oaxaca    | 3-1 | Correcaminos   | Benito Juárez          | 25 de febrero | 16:00         |
| Irapuato            | 0-1 | Rayados A      | Sergio León Chávez     | 25 de febrero | 19:00         |
| Tigres Mochis       | 0-0 | Tabasco        | Centenario LM          | 25 de febrero | 20:00L-21:00C |
| León                | 3-0 | Coatzacoalcos  | León                   | 26 de febrero | 12:00         |
| Indios              | 1-1 | Coyotes Sonora | Olímpico Benito Juárez | 26 de febrero | 13:00L-14:00C |
| Atlético Mexiquense | 1-0 | Lobos BUAP     | Ixtapan 90             | 26 de febrero | 15:00         |
| Salamanca           | 1-3 | Tampico Madero | Olímpico Sección 24    | 26 de febrero | 16:00         |

| Chivas Coras   | 1-0 | Salamanca           | Anacleto Macías Tolán    | 1 de marzo | 12:00         |
| Tijuana        | 0-0 | Zacatepec           | Unidad Deportiva CREA    | 1 de marzo | 13:00L-15:00C |
| Lobos BUAP     | 1-0 | Tigres Mochis       | Cuauhtémoc               | 1 de marzo | 15:00         |
| Tabasco        | 3-0 | Irapuato            | Olímpico de Villahermosa | 1 de marzo | 15:00         |
| Rayados A      | 2-0 | León                | El Barrial               | 1 de marzo | 15:00         |
| Correcaminos   | 3-2 | Atlético Mexiquense | Marte R. Gómez           | 1 de marzo | 20:00         |
| Coatzacoalcos  | 1-1 | Durango             | Rafael Hernández Ochoa   | 1 de marzo | 20:00         |
| Coyotes Sonora | 4-0 | Cruz Azul Oaxaca    | Héroe de Nacozari        | 1 de marzo | 20:30L-21:30L |
| Tampico Madero | 0-1 | Querétaro           | Tamaulipas               | 1 de marzo | 21:00         |
| Puebla         | 1-1 | Indios              | Cuauhtémoc               | 2 de marzo | 15:00         |

| Durango             | 1-1 | Rayados A      | Francisco Zarco        | 4 de marzo | 13:00         |
| Zacatepec           | 1-3 | Tampico Madero | Agustín Coruco Díaz    | 4 de marzo | 16:00         |
| Irapuato            | 2-1 | Lobos BUAP     | Sergio León Chávez     | 4 de marzo | 19:00         |
| Tigres Mochis       | 2-2 | Correcaminos   | Centenario LM          | 4 de marzo | 20:00L-21:00C |
| Coatzacoalcos       | 3-1 | Chivas Coras   | Rafael Hernández Ochoa | 4 de marzo | 20:30         |
| León                | 4-1 | Tabasco        | León                   | 5 de marzo | 12:00         |
| Querétaro           | 2-1 | Salamanca      | Corregidora            | 5 de marzo | 12:00         |
| Indios              | 0-1 | Tijuana        | Olímpico Benito Juárez | 5 de marzo | 13:00L-14:00C |
| Atlético Mexiquense | 2-1 | Coyotes Sonora | Ixtapan 90             | 5 de marzo | 15:00         |
| Cruz Azul Oaxaca    | 3-1 | Puebla         | Benito Juárez          | 5 de marzo | 16:00         |

| Coyotes Sonora | 1-1 | Tigres Mochis       | Héroe de Nacozari        | 10 de marzo | 20:30L-21:30C |
| Tabasco        | 2-1 | Durango             | Olímpico de Villahermosa | 11 de marzo | 15:00         |
| Salamanca      | 2-0 | Zacatepec           | Olímpico Sección 24      | 11 de marzo | 16:00         |
| Correcaminos   | 2-1 | Irapuato            | Marte R. Gómez           | 11 de marzo | 20:00         |
| Tampico Madero | 0-1 | Indios              | Tamaulipas               | 11 de marzo | 21:00         |
| Rayados A      | 4-2 | Coatzacoalcos       | El Barrial               | 12 de marzo | 11:30         |
| Lobos BUAP     | 3-3 | León                | Cuauhtémoc               | 12 de marzo | 12:00         |
| Tijuana        | 0-0 | Cruz Azul Oaxaca    | Unidad Deportiva CREA    | 12 de marzo | 13:00L-15:00C |
| Puebla         | 0-1 | Atlético Mexiquense | Cuauhtémoc               | 12 de marzo | 15:00         |
| Chivas Coras   | 1-0 | Querétaro           | Nicolás Álvarez Ortega   | 12 de marzo | 16:00L-17:00C |

| Zacatepec           | 0-0 | Querétaro      | Agustín Coruco Díaz    | 18 de marzo | 16:00         |
| Irapuato            | 1-1 | Coyotes Sonora | Sergio León Chávez     | 18 de marzo | 19:00         |
| Durango             | 1-0 | Lobos BUAP     | Francisco Zarco        | 18 de marzo | 20:00         |
| Coatzacoalcos       | 0-2 | Tabasco        | Rafael Hernández Ochoa | 18 de marzo | 20:00         |
| Tigres Mochis       | 1-1 | Puebla         | Centenario LM          | 18 de marzo | 20:00L-21:00C |
| Rayados A           | 1-0 | Chivas Coras   | El Barrial             | 19 de marzo | 11:30         |
| León                | 0-1 | Correcaminos   | León                   | 19 de marzo | 12:00         |
| Indios              | 0-0 | Salamanca      | Olímpico Benito Juárez | 19 de marzo | 13:00L-14:00C |
| Atlético Mexiquense | 3-1 | Tijuana        | Ixtapan 90             | 19 de marzo | 15:00         |
| Cruz Azul Oaxaca    | 2-0 | Tampico Madero | Benito Juárez          | 19 de marzo | 17:00         |

| Querétaro      | 1-1 | Indios              | Corregidora              | 24 de marzo | 20:00         |
| Chivas Coras   | 1-1 | Zacatepec           | Nicolás Álvarez Ortega   | 24 de marzo | 20:30L-21:30C |
| Coyotes Sonora | 3-4 | León                | Héroe de Nacozari        | 24 de marzo | 20:30L-21:30C |
| Puebla         | 2-2 | Irapuato            | Cuauhtémoc               | 25 de marzo | 15:00         |
| Tabasco        | 1-1 | Rayados A           | Olímpico de Villahermosa | 25 de marzo | 15:00         |
| Correcaminos   | 1-1 | Durango             | Marte R. Gómez           | 25 de marzo | 20:00         |
| Tampico Madero | 0-1 | Atlético Mexiquense | Tamaulipas               | 25 de marzo | 21:00         |
| Lobos BUAP     | 3-0 | Coatzacoalcos       | Cuauhtémoc               | 26 de marzo | 12:00         |
| Tijuana        | 0-1 | Tigres Mochis       | Unidad Deportiva CREA    | 26 de marzo | 13:00L-15:00C |
| Salamanca      | 0-1 | Cruz Azul Oaxaca    | Olímpico Sección 24      | 26 de marzo | 16:00         |

| Tabasco             | 0-3 | Chivas Coras   | Olímpico de Villahermosa | 29 de marzo | 15:00         |
| Rayados A           | 3-0 | Lobos BUAP     | El Barrial               | 29 de marzo | 15:00         |
| Atlético Mexiquense | 1-1 | Salamanca      | Ixtapan 90               | 29 de marzo | 15:00         |
| Cruz Azul Oaxaca    | 1-1 | Querétaro      | Benito Juárez            | 29 de marzo | 17:00         |
| Tigres Mochis       | 1-2 | Tampico Madero | Centenario LM            | 29 de marzo | 19:00L-20:00C |
| Irapuato            | 0-0 | Tijuana        | Sergio León Chávez       | 29 de marzo | 20:00         |
| Durango             | 2-0 | Coyotes Sonora | Francisco Zarco          | 29 de marzo | 20:00         |
| Coatzacoalcos       | 0-0 | Correcaminos   | Rafael Hernández Ochoa   | 29 de marzo | 20:30         |
| León                | 2-2 | Puebla         | León                     | 29 de marzo | 20:30         |
| Indios              | 1-0 | Zacatepec      | Olímpico Benito Juárez   | 29 de marzo | 20:00L-21:00C |

| Puebla         | 2-3 | Durango             | Cuauhtémoc             | 1 de abril | 15:00         |
| Zacatepec      | 1-2 | Cruz Azul Oaxaca    | Agustín Coruco Díaz    | 1 de abril | 16:00         |
| Coyotes Sonora | 2-1 | Coatzacoalcos       | Héroe de Nacozari      | 1 de abril | 19:00L-20:00C |
| Correcaminos   | 4-3 | Rayados A           | Marte R. Gómez         | 1 de abril | 20:00         |
| Tampico Madero | 3-0 | Irapuato            | Tamaulipas             | 1 de abril | 21:00         |
| Lobos BUAP     | 1-0 | Tabasco             | Cuauhtémoc             | 2 de abril | 12:00         |
| Tijuana        | 0-2 | León                | Unidad Deportiva CREA  | 2 de abril | 12:00L-14:00C |
| Querétaro      | 2-2 | Atlético Mexiquense | Corregidora            | 2 de abril | 15:30         |
| Salamanca      | 1-0 | Tigres Mochis       | Olímpico Sección 24    | 2 de abril | 16:00         |
| Chivas Coras   | 4-0 | Indios              | Nicolás Álvarez Ortega | 2 de abril | 16:00L-17:00C |

| Durango             | 2-0 | Tijuana        | Francisco Zarco          | 8 de abril | 13:00         |
| Tabasco             | 0-2 | Correcaminos   | Olímpico de Villahermosa | 8 de abril | 15:00         |
| Irapuato            | 1-2 | Salamanca      | Sergio León Chávez       | 8 de abril | 19:00         |
| Tigres Mochis       | 0-1 | Querétaro      | Centenario LM            | 8 de abril | 19:00L-20:00C |
| Coatzacoalcos       | 2-1 | Puebla         | Rafael Hernández Ochoa   | 8 de abril | 20:00         |
| Rayados A           | 1-1 | Coyotes Sonora | El Barrial               | 9 de abril | 11:30         |
| León                | 2-0 | Tampico Madero | León                     | 9 de abril | 12:00         |
| Lobos BUAP          | 2-0 | Chivas Coras   | Cuauhtémoc               | 9 de abril | 12:00         |
| Atlético Mexiquense | 0-2 | Zacatepec      | Ixtapan 90               | 9 de abril | 15:00         |
| Cruz Azul Oaxaca    | 1-1 | Indios         | Benito Juárez            | 9 de abril | 17:00         |

| Coyotes Sonora   | 0-1 | Tabasco             | Héroe de Nacozari      | 14 de abril | 19:00L-21:00C |
| Zacatepec        | 3-1 | Tigres Mochis       | Agustín Coruco Díaz    | 15 de abril | 16:00         |
| Correcaminos     | 4-2 | Lobos BUAP          | Marte R. Gómez         | 15 de abril | 17:00         |
| Querétaro        | 2-1 | Irapuato            | Corregidora            | 15 de abril | 17:00         |
| Tampico Madero   | 2-1 | Durango             | Tamaulipas             | 15 de abril | 21:00         |
| Puebla           | 0-3 | Rayados A           | Cuauhtémoc             | 16 de abril | 12:00         |
| Indios           | 2-1 | Atlético Mexiquense | Olímpico Benito Juárez | 16 de abril | 13:00L-14:00C |
| Tijuana          | 1-4 | Coatzacoalcos       | Unidad Deportiva CREA  | 16 de abril | 13:00L-15:00C |
| Salamanca        | 2-2 | León                | Olímpico Sección 24    | 16 de abril | 16:00         |
| Cruz Azul Oaxaca | 0-0 | Chivas Coras        | Benito Juárez          | 16 de abril | 17:00         |

| Tigres Mochis       | 0-4 | Indios           | Centenario LM            | 22 de abril | 15:00L-16:00C |
| Chivas Coras        | 2-0 | Correcaminos     | Nicolás Álvarez Ortega   | 22 de abril | 15:00L-16:00C |
| Rayados A           | 4-0 | Tijuana          | El Barrial               | 22 de abril | 16:00         |
| Lobos BUAP          | 3-1 | Coyotes Sonora   | Cuauhtémoc               | 22 de abril | 16:00         |
| León                | 2-2 | Querétaro        | León                     | 22 de abril | 16:00         |
| Tabasco             | 2-0 | Puebla           | Olímpico de Villahermosa | 22 de abril | 16:00         |
| Irapuato            | 0-0 | Zacatepec        | Sergio León Chávez       | 22 de abril | 16:00         |
| Durango             | 1-1 | Salamanca        | Francisco Zarco          | 22 de abril | 16:00         |
| Atlético Mexiquense | 2-2 | Cruz Azul Oaxaca | Ixtapan 90               | 22 de abril | 16:00         |
| Coatzacoalcos       | 0-0 | Tampico Madero   | Rafael Hernández Ochoa   | 22 de abril | 16:00         |

## Grupos

### Grupo 1
| Pos. | Equipo           | Pts. | PJ | G  | E | P  | GF | GC | Dif. | Clasificación                   |
| ---- | ---------------- | ---- | -- | -- | - | -- | -- | -- | ---- | ------------------------------- |
| 1    | Correcaminos UAT | 35   | 19 | 10 | 5 | 4  | 31 | 23 | +8   | Cuartos de final de la liguilla |
| 2    | Indios           | 30   | 19 | 8  | 6 | 5  | 29 | 17 | +12  | Cuartos de final de la liguilla |
| 3    | Tampico Madero   | 29   | 19 | 9  | 2 | 8  | 28 | 20 | +8   | Reclasificación a liguilla      |
| 4    | Tigres Mochis    | 19   | 19 | 4  | 7 | 8  | 19 | 27 | −8   |                                 |
| 5    | Puebla           | 14   | 19 | 3  | 5 | 11 | 16 | 32 | −16  |                                 |

 Fuente: [cita requerida]

### Grupo 2
| Pos. | Equipo     | Pts. | PJ | G | E | P | GF | GC | Dif. | Clasificación                   |
| ---- | ---------- | ---- | -- | - | - | - | -- | -- | ---- | ------------------------------- |
| 1    | León       | 30   | 19 | 8 | 6 | 5 | 32 | 24 | +8   | Cuartos de final de la liguilla |
| 2    | Salamanca  | 30   | 19 | 8 | 6 | 5 | 22 | 18 | +4   | Cuartos de final de la liguilla |
| 3    | Lobos BUAP | 27   | 19 | 8 | 3 | 8 | 28 | 30 | −2   |                                 |
| 4    | Durango    | 26   | 19 | 6 | 8 | 5 | 22 | 22 | 0    |                                 |
| 5    | Tabasco    | 26   | 19 | 8 | 2 | 9 | 22 | 23 | −1   |                                 |

 Fuente: [cita requerida]

### Grupo 3
| Pos. | Equipo              | Pts. | PJ | G | E | P | GF | GC | Dif. | Clasificación                   |
| ---- | ------------------- | ---- | -- | - | - | - | -- | -- | ---- | ------------------------------- |
| 1    | Querétaro (C)       | 34   | 19 | 9 | 7 | 3 | 26 | 18 | +8   | Cuartos de final de la liguilla |
| 2    | Cruz Azul Oaxaca    | 31   | 19 | 8 | 7 | 4 | 27 | 21 | +6   | Cuartos de final de la liguilla |
| 3    | Atlético Mexiquense | 27   | 19 | 8 | 3 | 8 | 27 | 27 | 0    |                                 |
| 4    | Coatzacoalcos       | 22   | 19 | 6 | 4 | 9 | 22 | 28 | −6   |                                 |
| 5    | Coyotes de Sonora   | 19   | 19 | 4 | 7 | 8 | 24 | 27 | −3   |                                 |

 Fuente: [cita requerida]

### Grupo 4
| Pos. | Equipo                 | Pts. | PJ | G  | E | P  | GF | GC | Dif. | Clasificación                   |
| ---- | ---------------------- | ---- | -- | -- | - | -- | -- | -- | ---- | ------------------------------- |
| 1    | Chivas Coras           | 34   | 19 | 10 | 4 | 5  | 19 | 14 | +5   | Cuartos de final de la liguilla |
| 2    | Rayados 'A'            | 29   | 19 | 8  | 5 | 6  | 29 | 22 | +7   | Reclasificación a liguilla      |
| 3    | Zacatepec              | 24   | 19 | 6  | 6 | 7  | 23 | 23 | 0    |                                 |
| 4    | Irapuato (D)           | 18   | 19 | 4  | 6 | 9  | 17 | 28 | −11  | Promoción por la permanencia    |
| 5    | Dorados de Tijuana (D) | 16   | 19 | 4  | 4 | 11 | 13 | 32 | −19  | Descenso de categoría           |

 Fuente: [cita requerida]

## Tabla General
| Pos. | Equipo                 | Pts. | PJ | G  | E | P  | GF | GC | Dif. | Clasificación                   |
| ---- | ---------------------- | ---- | -- | -- | - | -- | -- | -- | ---- | ------------------------------- |
| 1    | Correcaminos UAT       | 35   | 19 | 10 | 5 | 4  | 31 | 23 | +8   | Cuartos de final de la liguilla |
| 2    | Chivas Coras           | 34   | 19 | 10 | 4 | 5  | 19 | 14 | +5   | Cuartos de final de la liguilla |
| 3    | Querétaro (C)          | 34   | 19 | 9  | 7 | 3  | 26 | 18 | +8   | Cuartos de final de la liguilla |
| 4    | Cruz Azul Oaxaca       | 31   | 19 | 8  | 7 | 4  | 27 | 21 | +6   | Cuartos de final de la liguilla |
| 5    | León                   | 30   | 19 | 8  | 6 | 5  | 32 | 24 | +8   | Cuartos de final de la liguilla |
| 6    | Salamanca              | 30   | 19 | 8  | 6 | 5  | 22 | 18 | +4   | Cuartos de final de la liguilla |
| 7    | Indios                 | 30   | 19 | 8  | 6 | 5  | 29 | 17 | +12  | Cuartos de final de la liguilla |
| 8    | Tampico Madero         | 29   | 19 | 9  | 2 | 8  | 28 | 20 | +8   | Reclasificación a liguilla      |
| 9    | Rayados 'A'            | 29   | 19 | 8  | 5 | 6  | 29 | 22 | +7   | Reclasificación a liguilla      |
| 10   | Atlético Mexiquense    | 27   | 19 | 8  | 3 | 8  | 27 | 27 | 0    |                                 |
| 11   | Lobos BUAP             | 27   | 19 | 8  | 3 | 8  | 28 | 30 | −2   |                                 |
| 12   | Durango                | 26   | 19 | 6  | 8 | 5  | 22 | 22 | 0    |                                 |
| 13   | Tabasco                | 26   | 19 | 8  | 2 | 9  | 22 | 23 | −1   |                                 |
| 14   | Zacatepec              | 24   | 19 | 6  | 6 | 7  | 23 | 23 | 0    |                                 |
| 15   | Coatzacoalcos          | 22   | 19 | 6  | 4 | 9  | 22 | 28 | −6   |                                 |
| 16   | Coyotes de Sonora      | 19   | 19 | 4  | 7 | 8  | 24 | 27 | −3   |                                 |
| 17   | Tigres Mochis          | 19   | 19 | 4  | 7 | 8  | 19 | 27 | −8   |                                 |
| 18   | Irapuato (D)           | 18   | 19 | 4  | 6 | 9  | 17 | 28 | −11  | Promoción por la permanencia    |
| 19   | Dorados de Tijuana (D) | 16   | 19 | 4  | 4 | 11 | 13 | 32 | −19  | Descenso de categoría           |
| 20   | Puebla                 | 14   | 19 | 3  | 5 | 11 | 16 | 32 | −16  |                                 |

 Fuente: [cita requerida]

## Tabla Porcentual
| Pos. | Equipo              | A-2003           | C-2004           | A-2004           | C-2005           | A-2005 | C-2006 | Puntos | PJ  | Dif. | Cociente |                              |
| ---- | ------------------- | ---------------- | ---------------- | ---------------- | ---------------- | ------ | ------ | ------ | --- | ---- | -------- | ---------------------------- |
| 1.   | Querétaro           | 40               | 28               | 32               | 26               | 33     | 34     | 193    | 114 | +47  | 1.6930   |                              |
| 2.   | Chivas Coras        | -                | -                | -                | -                | 30     | 34     | 64     | 38  | +7   | 1.6842   |                              |
| 3.   | Salamanca           | 36               | 33               | 26               | 32               | 23     | 30     | 180    | 114 | +22  | 1.5789   |                              |
| 4.   | Cruz Azul Oaxaca    | 26               | 28               | 26               | 35               | 33     | 31     | 179    | 114 | +31  | 1.5702   |                              |
| 5.   | León                | 20               | 39               | 32               | 32               | 23     | 30     | 176    | 114 | +39  | 1-5439   |                              |
| 6.   | Indios              | Segunda División | Segunda División | 21               | 33               | 32     | 30     | 116    | 76  | +18  | 1.5263   |                              |
| 7.   | Correcaminos UAT    | 29               | 21               | 30               | 18               | 40     | 35     | 173    | 114 | +9   | 1.5175   |                              |
| 8.   | Rayados 'A'         | 29               | 28               | 30               | 29               | 19     | 29     | 164    | 114 | +9   | 1.4386   |                              |
| 9.   | Tigres Mochis       | 36               | 25               | 30               | 24               | 27     | 19     | 161    | 114 | +12  | 1.4123   |                              |
| 10.  | Tabasco             | 36               | 34               | 22               | 17               | 25     | 26     | 160    | 114 | −8   | 1.4035   |                              |
| 11.  | Coyotes de Sonora   | Segunda División | Segunda División | Segunda División | Segunda División | 32     | 19     | 51     | 38  | +7   | 1.3421   |                              |
| 12.  | Atlético Mexiquense | 28               | 28               | 32               | 19               | 19     | 27     | 153    | 114 | +3   | 1.3421   |                              |
| 13.  | Coatzacoalcos       | 34               | 23               | 19               | 29               | 22     | 22     | 149    | 114 | −6   | 1.3070   |                              |
| 14.  | Durango             | 26               | 16               | 24               | 28               | 26     | 26     | 146    | 114 | −14  | 1.2807   |                              |
| 15.  | Tampico Madero      | 26               | 17               | 19               | 28               | 26     | 29     | 145    | 114 | −20  | 1.2719   |                              |
| 16.  | Puebla              | Primera División | Primera División | Primera División | Primera División | 33     | 14     | 47     | 38  | −9   | 1.2368   |                              |
| 17.  | Lobos BUAP          | Segunda División | Segunda División | 27               | 21               | 19     | 27     | 94     | 76  | −17  | 1.2368   |                              |
| 18.  | Zacatepec           | 12               | 27               | 24               | 34               | 18     | 24     | 139    | 114 | −29  | 1.2193   |                              |
| 19.  | Irapuato            | 24               | 29               | 26               | 23               | 18     | 18     | 138    | 114 | −12  | 1.2105   | Promoción por la permanencia |
| 20.  | Dorados de Tijuana  | 14               | 20               | 26               | 24               | 23     | 16     | 123    | 114 | −44  | 1.0789   | Descenso de categoría        |

## Repechaje
| 26 de abril de 2006, 16:00 | Rayados A | 1:0 | Tampico Madero | El Barrial, Santiago, Nuevo León |  |

| 29 de abril de 2006, 21:00                      | Tampico Madero | 0:1 (0:2) | Rayados A | Estadio Tamaulipas, Tampico-Ciudad Madero |  |
| Rayados A avanzó a cuartos de final. 0-2 Global |                |           |           |                                           |  |

## Liguilla
|  | Reclasificación                                        | Reclasificación                                        | Reclasificación                                        | Reclasificación                                        | Reclasificación                                        |   |       | Cuartos de final                                           | Cuartos de final                                           | Cuartos de final                                           | Cuartos de final                                           | Cuartos de final                                           |   |   | Semifinales                                          | Semifinales                                          | Semifinales                                          | Semifinales                                          | Semifinales                                          |       |  | Final                                                | Final                                                | Final                                                | Final                                                | Final                                                |  |
|  | 26 de abril de 2006 (ida) 29 de abril de 2006 (vuelta) | 26 de abril de 2006 (ida) 29 de abril de 2006 (vuelta) | 26 de abril de 2006 (ida) 29 de abril de 2006 (vuelta) | 26 de abril de 2006 (ida) 29 de abril de 2006 (vuelta) | 26 de abril de 2006 (ida) 29 de abril de 2006 (vuelta) |   |       | 3 y 4 de mayo de 2006 (ida) 6 y 7 de mayo de 2006 (vuelta) | 3 y 4 de mayo de 2006 (ida) 6 y 7 de mayo de 2006 (vuelta) | 3 y 4 de mayo de 2006 (ida) 6 y 7 de mayo de 2006 (vuelta) | 3 y 4 de mayo de 2006 (ida) 6 y 7 de mayo de 2006 (vuelta) | 3 y 4 de mayo de 2006 (ida) 6 y 7 de mayo de 2006 (vuelta) |   |   | 10 de mayo de 2006 (ida) 13 de mayo de 2006 (vuelta) | 10 de mayo de 2006 (ida) 13 de mayo de 2006 (vuelta) | 10 de mayo de 2006 (ida) 13 de mayo de 2006 (vuelta) | 10 de mayo de 2006 (ida) 13 de mayo de 2006 (vuelta) | 10 de mayo de 2006 (ida) 13 de mayo de 2006 (vuelta) |       |  | 17 de mayo de 2006 (ida) 20 de mayo de 2006 (vuelta) | 17 de mayo de 2006 (ida) 20 de mayo de 2006 (vuelta) | 17 de mayo de 2006 (ida) 20 de mayo de 2006 (vuelta) | 17 de mayo de 2006 (ida) 20 de mayo de 2006 (vuelta) | 17 de mayo de 2006 (ida) 20 de mayo de 2006 (vuelta) |  |
|  |                                                        |                                                        |                                                        |                                                        |                                                        |   |       |                                                            |                                                            |                                                            |                                                            |                                                            |   |   |                                                      |                                                      |                                                      |                                                      |                                                      |       |  |                                                      |                                                      |                                                      |                                                      |                                                      |  |
|  |                                                        |                                                        |                                                        |                                                        |                                                        |   |       |                                                            |                                                            |                                                            |                                                            |                                                            |   |   |                                                      |                                                      |                                                      |                                                      |                                                      |       |  |                                                      |                                                      |                                                      |                                                      |                                                      |  |
|  |                                                        |                                                        |                                                        |                                                        |                                                        |   |       |                                                            |                                                            |                                                            |                                                            |                                                            |   |   |                                                      |                                                      |                                                      |                                                      |                                                      |       |  |                                                      |                                                      |                                                      |                                                      |                                                      |  |
|  |                                                        |                                                        |                                                        |                                                        |                                                        |   |       |                                                            |                                                            |                                                            |                                                            |                                                            |   |   |                                                      |                                                      |                                                      |                                                      |                                                      |       |  |                                                      |                                                      |                                                      |                                                      |                                                      |  |
|  |                                                        |                                                        |                                                        |                                                        |                                                        |   |       |                                                            |                                                            |                                                            |                                                            |                                                            |   |   |                                                      |                                                      |                                                      |                                                      |                                                      |       |  |                                                      |                                                      |                                                      |                                                      |                                                      |  |
|  |                                                        | 3                                                      | Querétaro                                              | 1                                                      | 2                                                      | 3 |       |                                                            |                                                            |                                                            |                                                            |                                                            |   |   |                                                      |                                                      |                                                      |                                                      |                                                      |       |  |                                                      |                                                      |                                                      |                                                      |                                                      |  |
|  |                                                        |                                                        |                                                        |                                                        |                                                        | 3 |       |                                                            |                                                            |                                                            |                                                            |                                                            |   |   |                                                      |                                                      |                                                      |                                                      |                                                      |       |  |                                                      |                                                      |                                                      |                                                      |                                                      |  |
|  |                                                        |                                                        | 6                                                      | Salamanca                                              | 1                                                      | 1 | 2     |                                                            |                                                            |                                                            |                                                            |                                                            |   |   |                                                      |                                                      |                                                      |                                                      |                                                      |       |  |                                                      |                                                      |                                                      |                                                      |                                                      |  |
|  |                                                        |                                                        | 6                                                      | Salamanca                                              | 1                                                      | 1 | 2     |                                                            |                                                            |                                                            |                                                            |                                                            |   |   |                                                      |                                                      |                                                      |                                                      |                                                      |       |  |                                                      |                                                      |                                                      |                                                      |                                                      |  |
|  |                                                        |                                                        |                                                        |                                                        |                                                        |   |       |                                                            |                                                            |                                                            |                                                            |                                                            |   |   |                                                      |                                                      |                                                      |                                                      |                                                      |       |  |                                                      |                                                      |                                                      |                                                      |                                                      |  |
|  |                                                        |                                                        |                                                        |                                                        |                                                        |   |       |                                                            |                                                            |                                                            |                                                            |                                                            |   |   |                                                      |                                                      |                                                      |                                                      |                                                      |       |  |                                                      |                                                      |                                                      |                                                      |                                                      |  |
|  |                                                        |                                                        |                                                        |                                                        |                                                        |   |       |                                                            | 3                                                          | Querétaro                                                  | 1                                                          | 3                                                          | 3 |   |                                                      |                                                      |                                                      |                                                      |                                                      |       |  |                                                      |                                                      |                                                      |                                                      |                                                      |  |
|  |                                                        |                                                        |                                                        |                                                        |                                                        |   |       |                                                            |                                                            |                                                            |                                                            |                                                            | 3 |   |                                                      |                                                      |                                                      |                                                      |                                                      |       |  |                                                      |                                                      |                                                      |                                                      |                                                      |  |
|  |                                                        |                                                        | 4                                                      | Cruz Azul Oaxaca                                       | 2                                                      | 0 | 2     |                                                            |                                                            |                                                            |                                                            |                                                            |   |   |                                                      |                                                      |                                                      |                                                      |                                                      |       |  |                                                      |                                                      |                                                      |                                                      |                                                      |  |
|  |                                                        |                                                        | 4                                                      | Cruz Azul Oaxaca                                       | 2                                                      | 0 | 2     |                                                            |                                                            |                                                            |                                                            |                                                            |   |   |                                                      |                                                      |                                                      |                                                      |                                                      |       |  |                                                      |                                                      |                                                      |                                                      |                                                      |  |
|  |                                                        |                                                        |                                                        |                                                        |                                                        |   |       |                                                            |                                                            |                                                            |                                                            |                                                            |   |   |                                                      |                                                      |                                                      |                                                      |                                                      |       |  |                                                      |                                                      |                                                      |                                                      |                                                      |  |
|  |                                                        |                                                        |                                                        |                                                        |                                                        |   |       |                                                            |                                                            |                                                            |                                                            |                                                            |   |   |                                                      |                                                      |                                                      |                                                      |                                                      |       |  |                                                      |                                                      |                                                      |                                                      |                                                      |  |
|  |                                                        | 4                                                      | Cruz Azul Oaxaca (*)                                   | 2                                                      | 1                                                      | 3 |       |                                                            |                                                            |                                                            |                                                            |                                                            |   |   |                                                      |                                                      |                                                      |                                                      |                                                      |       |  |                                                      |                                                      |                                                      |                                                      |                                                      |  |
|  |                                                        |                                                        |                                                        |                                                        |                                                        | 3 |       |                                                            |                                                            |                                                            |                                                            |                                                            |   |   |                                                      |                                                      |                                                      |                                                      |                                                      |       |  |                                                      |                                                      |                                                      |                                                      |                                                      |  |
|  |                                                        |                                                        | 5                                                      | León                                                   | 2                                                      | 1 | 3     |                                                            |                                                            |                                                            |                                                            |                                                            |   |   |                                                      |                                                      |                                                      |                                                      |                                                      |       |  |                                                      |                                                      |                                                      |                                                      |                                                      |  |
|  |                                                        |                                                        | 5                                                      | León                                                   | 2                                                      | 1 | 3     |                                                            |                                                            |                                                            |                                                            |                                                            |   |   |                                                      |                                                      |                                                      |                                                      |                                                      |       |  |                                                      |                                                      |                                                      |                                                      |                                                      |  |
|  |                                                        |                                                        |                                                        |                                                        |                                                        |   |       |                                                            |                                                            |                                                            |                                                            |                                                            |   |   |                                                      |                                                      |                                                      |                                                      |                                                      |       |  |                                                      |                                                      |                                                      |                                                      |                                                      |  |
|  |                                                        |                                                        |                                                        |                                                        |                                                        |   |       |                                                            |                                                            |                                                            |                                                            |                                                            |   |   |                                                      |                                                      |                                                      |                                                      |                                                      |       |  |                                                      |                                                      |                                                      |                                                      |                                                      |  |
|  |                                                        |                                                        |                                                        |                                                        |                                                        |   |       |                                                            |                                                            |                                                            |                                                            |                                                            |   |   |                                                      | 3                                                    | Querétaro (p.)                                       | 1                                                    | 2                                                    | 3 (4) |  |                                                      |                                                      |                                                      |                                                      |                                                      |  |
|  |                                                        |                                                        |                                                        |                                                        |                                                        |   |       |                                                            |                                                            |                                                            |                                                            |                                                            |   |   |                                                      |                                                      |                                                      |                                                      |                                                      | 3 (4) |  |                                                      |                                                      |                                                      |                                                      |                                                      |  |
|  |                                                        |                                                        | 7                                                      | Indios                                                 | 2                                                      | 1 | 3 (3) |                                                            |                                                            |                                                            |                                                            |                                                            |   |   |                                                      |                                                      |                                                      |                                                      |                                                      |       |  |                                                      |                                                      |                                                      |                                                      |                                                      |  |
|  |                                                        |                                                        | 7                                                      | Indios                                                 | 2                                                      | 1 | 3 (3) |                                                            |                                                            |                                                            |                                                            |                                                            |   |   |                                                      |                                                      |                                                      |                                                      |                                                      |       |  |                                                      |                                                      |                                                      |                                                      |                                                      |  |
|  |                                                        |                                                        |                                                        |                                                        |                                                        |   |       |                                                            |                                                            |                                                            |                                                            |                                                            |   |   |                                                      |                                                      |                                                      |                                                      |                                                      |       |  |                                                      |                                                      |                                                      |                                                      |                                                      |  |
|  |                                                        |                                                        |                                                        |                                                        |                                                        |   |       |                                                            |                                                            |                                                            |                                                            |                                                            |   |   |                                                      |                                                      |                                                      |                                                      |                                                      |       |  |                                                      |                                                      |                                                      |                                                      |                                                      |  |
|  |                                                        | 1                                                      | Correcaminos UAT                                       | 2                                                      | 2                                                      | 4 |       |                                                            |                                                            |                                                            |                                                            |                                                            |   |   |                                                      |                                                      |                                                      |                                                      |                                                      |       |  |                                                      |                                                      |                                                      |                                                      |                                                      |  |
|  |                                                        |                                                        |                                                        |                                                        |                                                        | 4 |       |                                                            |                                                            |                                                            |                                                            |                                                            |   |   |                                                      |                                                      |                                                      |                                                      |                                                      |       |  |                                                      |                                                      |                                                      |                                                      |                                                      |  |
|  |                                                        |                                                        | 9                                                      | Rayados 'A'                                            | 0                                                      | 0 | 0     |                                                            |                                                            |                                                            |                                                            |                                                            |   |   |                                                      |                                                      |                                                      |                                                      |                                                      |       |  |                                                      |                                                      |                                                      |                                                      |                                                      |  |
|  | 8                                                      | Tampico Madero                                         | 9                                                      | Rayados 'A'                                            | 0                                                      | 0 | 0     | 0                                                          | 0                                                          | 0                                                          |                                                            |                                                            |   |   |                                                      |                                                      |                                                      |                                                      |                                                      |       |  |                                                      |                                                      |                                                      |                                                      |                                                      |  |
|  | 8                                                      | Tampico Madero                                         |                                                        |                                                        |                                                        |   |       |                                                            |                                                            | 0                                                          |                                                            |                                                            |   |   |                                                      |                                                      |                                                      |                                                      |                                                      |       |  |                                                      |                                                      |                                                      |                                                      |                                                      |  |
|  | 9                                                      | Rayados 'A'                                            | 1                                                      | 1                                                      | 2                                                      |   |       |                                                            |                                                            |                                                            |                                                            |                                                            |   |   |                                                      |                                                      |                                                      |                                                      |                                                      |       |  |                                                      |                                                      |                                                      |                                                      |                                                      |  |
|  | 9                                                      | Rayados 'A'                                            | 1                                                      | 1                                                      | 2                                                      |   |       |                                                            |                                                            |                                                            |                                                            |                                                            |   | 1 | Correcaminos UAT                                     | 1                                                    | 1                                                    | 2                                                    |                                                      |       |  |                                                      |                                                      |                                                      |                                                      |                                                      |  |
|  |                                                        |                                                        |                                                        |                                                        |                                                        |   |       |                                                            |                                                            |                                                            |                                                            |                                                            |   | 1 | Correcaminos UAT                                     | 1                                                    | 1                                                    | 2                                                    |                                                      |       |  |                                                      |                                                      |                                                      |                                                      |                                                      |  |
|  |                                                        |                                                        | 7                                                      | Indios                                                 | 1                                                      | 2 | 3     |                                                            |                                                            |                                                            |                                                            |                                                            |   |   |                                                      |                                                      |                                                      |                                                      |                                                      |       |  |                                                      |                                                      |                                                      |                                                      |                                                      |  |
|  |                                                        |                                                        | 7                                                      | Indios                                                 | 1                                                      | 2 | 3     |                                                            |                                                            |                                                            |                                                            |                                                            |   |   |                                                      |                                                      |                                                      |                                                      |                                                      |       |  |                                                      |                                                      |                                                      |                                                      |                                                      |  |
|  |                                                        |                                                        |                                                        |                                                        |                                                        |   |       |                                                            |                                                            |                                                            |                                                            |                                                            |   |   |                                                      |                                                      |                                                      |                                                      |                                                      |       |  |                                                      |                                                      |                                                      |                                                      |                                                      |  |
|  |                                                        |                                                        |                                                        |                                                        |                                                        |   |       |                                                            |                                                            |                                                            |                                                            |                                                            |   |   |                                                      |                                                      |                                                      |                                                      |                                                      |       |  |                                                      |                                                      |                                                      |                                                      |                                                      |  |
|  |                                                        | 2                                                      | Chivas Coras                                           | 0                                                      | 1                                                      | 1 |       |                                                            |                                                            |                                                            |                                                            |                                                            |   |   |                                                      |                                                      |                                                      |                                                      |                                                      |       |  |                                                      |                                                      |                                                      |                                                      |                                                      |  |
|  |                                                        |                                                        |                                                        |                                                        |                                                        | 1 |       |                                                            |                                                            |                                                            |                                                            |                                                            |   |   |                                                      |                                                      |                                                      |                                                      |                                                      |       |  |                                                      |                                                      |                                                      |                                                      |                                                      |  |
|  |                                                        |                                                        | 7                                                      | Indios                                                 | 0                                                      | 3 | 3     |                                                            |                                                            |                                                            |                                                            |                                                            |   |   |                                                      |                                                      |                                                      |                                                      |                                                      |       |  |                                                      |                                                      |                                                      |                                                      |                                                      |  |
|  |                                                        |                                                        | 7                                                      | Indios                                                 | 0                                                      | 3 | 3     |                                                            |                                                            |                                                            |                                                            |                                                            |   |   |                                                      |                                                      |                                                      |                                                      |                                                      |       |  |                                                      |                                                      |                                                      |                                                      |                                                      |  |
|  |                                                        |                                                        |                                                        |                                                        |                                                        |   |       |                                                            |                                                            |                                                            |                                                            |                                                            |   |   |                                                      |                                                      |                                                      |                                                      |                                                      |       |  |                                                      |                                                      |                                                      |                                                      |                                                      |  |
|  |                                                        |                                                        |                                                        |                                                        |                                                        |   |       |                                                            |                                                            |                                                            |                                                            |                                                            |   |   |                                                      |                                                      |                                                      |                                                      |                                                      |       |  |                                                      |                                                      |                                                      |                                                      |                                                      |  |
|  |                                                        |                                                        |                                                        |                                                        |                                                        |   |       |                                                            |                                                            |                                                            |                                                            |                                                            |   |   |                                                      |                                                      |                                                      |                                                      |                                                      |       |  |                                                      |                                                      |                                                      |                                                      |                                                      |  |
|  |                                                        |                                                        |                                                        |                                                        |                                                        |   |       |                                                            |                                                            |                                                            |                                                            |                                                            |   |   |                                                      |                                                      |                                                      |                                                      |                                                      |       |  |                                                      |                                                      |                                                      |                                                      |                                                      |  |

- (*) Avanza por su posición en la tabla general.

### Cuartos de final

#### Querétaro vs Salamanca
| 3 de mayo de 2006, 16:00 | Salamanca | 1:1 | Querétaro | Estadio Olímpico sección 24, Salamanca |  |

| 6 de mayo de 2006, 20:00                   | Querétaro | 2:1 (3:2) | Salamanca | Estadio Corregidora, Santiago de Querétaro |  |
| Querétaro avanza a semifinales. Global 3-2 |           |           |           |                                            |  |

#### Cruz Azul Oaxaca vs León
| 4 de mayo de 2006, 20:30 | León | 2:2 | Cruz Azul Oaxaca | Nou Camp, León |  |

| 7 de mayo de 2006, 17:00                                                   | Cruz Azul Oaxaca | 1:1 (3:3) | León | Estadio Benito Juárez, Oaxaca |  |
| Cruz Azul Oaxaca avanza a semifinales por posición en la tabla. Global 3-3 |                  |           |      |                               |  |

#### Correcaminos vs Rayados A.
| 3 de mayo de 2006, 16:00 | Rayados A | 0:2 | Correcaminos | El Barrial, Santiago, Nuevo León |  |

| 6 de mayo de 2006, 20:00                      | Correcaminos | 2:0 (4:0) | Rayados A | Estadio Marte R. Gómez, Ciudad Victoria |  |
| Correcaminos avanza a semifinales. Global 4-0 |              |           |           |                                         |  |

#### Chivas Coras vs Indios
| 4 de mayo de 2006, 20:00 | Indios | 0:0 | Chivas Coras | Estadio Olímpico Benito Juárez, Ciudad Juárez |  |

| 7 de mayo de 2006, 16:00                | Chivas Coras | 1:3 (1:3) | Indios | Estadio Nicolás Álvarez Ortega, Tepic |  |
| Indios avanza a semifinales. 1-3 Global |              |           |        |                                       |  |

### Semifinales

#### Querétaro vs Cruz Azul Oaxaca
| 10 de mayo de 2006, 17:00 | Cruz Azul Oaxaca | 2:1 | Querétaro | Benito Juárez, Oaxaca |  |

| 13 de mayo de 2006, 20:00             | Querétaro | 3:0 (4:2) | Cruz Azul Oaxaca | Estadio Corregidora, Santiago de Querétaro |  |
| Querétaro avanza la final. Global 4-2 |           |           |                  |                                            |  |

#### Correcaminos vs Indios
| 10 de mayo de 2006, 20:00 | Indios | 1:1 | Correcaminos | Estadio Olímpico Benito Juárez, Ciudad Juárez |  |

| 13 de mayo de 2006, 20:00            | Correcaminos | 1:2 (2:3) | Indios | Estadio Marte R. Gómez, Ciudad Victoria |  |
| Indios avanza a la final. Global 2-3 |              |           |        |                                         |  |

### Final

#### Querétaro vs Indios
| 17 de mayo de 2006, 20:00 | Indios | 2:1 | Querétaro | Estadio Olímpico Benito Juárez, Ciudad Juárez |  |

| 20 de mayo de 2006, 20:00                                                            | Querétaro | 2:1 (3:3) (4:3 pen.) | Indios | Estadio Corregidora, Santiago de Querétaro |  |
| Querétaro campeón del Torneo Clausura 2006. Global 3-3, gana en serie de penales 4-3 |           |                      |        |                                            |  |

| Campeón Clausura 2006  |
| ---------------------- |
| Querétaro (2do título) |

## Final de Ascenso
Artículo principal: Final de Ascenso 2005-06
La final de ascenso enfrentó al Querétaro contra el Puebla. Resultando ganador el conjunto queretano.
| Predecesor: Apertura 2005 | Temporadas de la Primera División 'A' de México Clausura 2006 | Sucesor: Apertura 2006 |